# Waldemar Grube

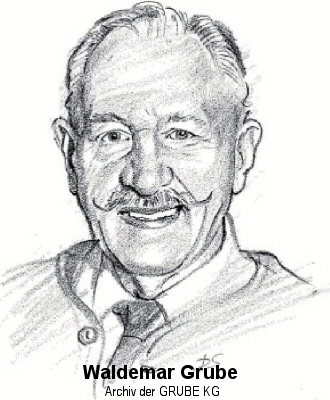
Waldemar Grube

Waldemar Grube (* 18. Januar 1915 in Hamburg; † 26. Oktober 2001) war ein deutscher Forstmann und Unternehmer. Er war der Gründer der in Bispingen-Hützel ansässigen Grube KG Forstgerätestelle.

## Leben
Waldemar Grube, der aus einer alten Forstfamilie stammte, wurde am 18. Januar 1915 in Hamburg geboren und wuchs in der Lüneburger Heide auf. Als Forstschüler ging er im Jahr 1933 nach Ostpreußen, wo er nach Abschluss der Forstschule Templin bis 1945 als Bezirksförster im Landkreis Mohrungen tätig war. Bereits während seiner Lehrzeit hatte er ein großes Interesse an forstlichen Arbeitstechniken entwickelt und betätigte sich später auch als Arbeitslehrer in der Waldarbeiterausbildung. Ein weiteres ihm wichtiges Betätigungsfeld war, Forstdienststellen und Waldarbeiterschaft mit geeigneten Werkzeugen und Geräten zu versorgen.
Mit dem Ende des Zweiten Weltkriegs verlor Grube seine Forststelle und flüchtete in seine alte Heimat. Noch im Jahr 1945 gründete er in Bispingen-Hützel „Revierförster Grubes Forstgerätestelle“, die er über die Jahre unter dem späteren Namen „Grube KG Forstgerätestelle“ zum führenden deutschen Lieferanten von Ausrüstungen und Maschinen für Forstwirtschaft und Landschaftsbau ausbaute. So erlangte das Unternehmen ab den frühen 1960er-Jahren bundesweite Bedeutung. In den Anfangsjahren hatte Waldemar Grube zudem nicht nur Werkzeuge ihm bekannter Hersteller vertrieben, sondern auch selbst einige entwickelt, darunter Schärfkluppen und Schränkwerkzeuge für die seinerzeit noch gebräuchlichen Zugsägen. Da ihm die ständige Verbesserung und Standardisierung von Werkzeugen und Maschinen ein stetes Anliegen war, arbeitete er auch eng mit dem „Kuratorium für Waldarbeit und Forsttechnik“ (KWF) zusammen.
Im Jahr 1951 begründete Waldemar Grube zudem die Zeitschrift Der Waldfacharbeiter, die dann später unter dem Titel Die Waldarbeit vom Euting-Verlag fortgeführt wurde.
1983 und 1987 erwarb die Grube KG die Firmen Forstkultur GmbH und David Dominicus. Ab 1988 wurden zudem weitere Niederlassungen und Tochtergesellschaften gegründet, darunter in Österreich, Polen und Skandinavien. Hauptsitz und Zentrallager befinden sich jedoch weiterhin im Gründungsort Hützel.
Waldemar Grube, der bereits 1985 die Geschäftsführung an seinen Sohn abgegeben hatte, starb am 26. Oktober 2001 im Alter von 86 Jahren.